# Chéserex
Chéserex je obec na jihozápadě Švýcarska v okrese Nyon v kantonu Vaud. Leží poblíž Ženevského jezera. Žije zde přibližně 1 200 obyvatel.

## Geografie
Chéserex leží v nadmořské výšce 530 m, vzdušnou čarou 5 km západoseverozápadně od okresního města Nyon. Obec leží na mírně jihovýchodně se svažující náhorní plošině na jižním úpatí Jury, na úpatí hory La Dôle, v panoramatické poloze asi 150 metrů nad hladinou Ženevského jezera.
Území obce o rozloze 10,6 km² zahrnuje část úpatí Jury a jižní svah Jury. Území obce se rozkládá od En Caudray na severozápadě po mírně se svažujícím svahu nad obcí Chéserex a golfovým hřištěm Bonmont. Na severozápadě na něj navazuje hustě zalesněný strmý svah La Dôle. Grande Côte de Bonmont a Bois des Balandes Dessous jsou prameny řeky Asse. Na úplném západě se oblast rozprostírá od výšin La Barillette (až 1510 m n. m.) a kotliny u chaty Chalet de la Dôle až po Pointe de Poêle Chaud (1628 m n. m.) a vrchol La Dôle (nejvyšší bod Chéserex 1677 m n. m.). Na vrcholu La Dôle se nacházejí typické krasové jevy, jako jsou závrty a další. Nacházejí se zde rozsáhlé jurské pastviny s typickými mohutnými smrky, které zde stojí buď jednotlivě, nebo ve skupinách. V roce 1997 bylo 8 % rozlohy obce pokryto zastavěnou plochou, 52 % lesy a lesními porosty, 38 % zemědělstvím a asi 2 % neproduktivní půdou.
Chéserex zahrnuje chatovou osadu La Florettaz (643 m n. m.), osady Le Crêt (597 m n. m.) a Bonmont (597 m n. m.), které se nacházejí na jihovýchodním úpatí La Dôle, a několik samostatných farem. Sousedními obcemi Chéserex jsou La Rippe na západě, Crassier na jihojihozápadě, Borex na jihu, Grens na jihovýchodě a Gingins na východě a severu.

## Historie

Opatství Bonmont (1900)

Obec Chéserex byla osídlena již velmi brzy, což dokládají pozůstatky římského sídliště, raně středověké pohřebiště a kaple zmiňovaná v roce 1093. První zmínka o obci pochází z roku 1025 a nese název Chiseras, další názvy byly Chiseracum, Chesarium (1164) a Chasarais.
Chéserex zpočátku patřil opatství Saint-Maurice. Po roce 1025 přešla vesnice do vlastnictví opata z Cluny a později opata Bernharda z Clairvaux. Ten kolem roku 1150 předal Chéserex mnichům cisterciáckého opatství Bonmont. Daně ve vsi vybíralo opatství a částečně páni z Gingins.
Po dobytí Vaudu Bernem v roce 1536 přešel Chéserex pod správu kastelánů z Gingins v rámci panství Nyon a v roce 1711 do panství Bonmont. Po pádu Staré konfederace patřila obec v letech 1798–1803 v období helvétského soustátí ke kantonu Léman, který byl poté po vstupu v platnost Ústavy o zprostředkování sloučen s kantonem Vaud. V roce 1798 byl Chéserex přiřazen k okresu Nyon. Vesnice Tranchepied, která byla dříve součástí Chéserex a nacházela se jihozápadně od obce, byla v roce 1826 připojena k obci La Rippe.

## Obyvatelstvo
| Rok            | 1764 | 1850 | 1900 | 1910 | 1930 | 1950 | 1960 | 1970 | 1980 | 1990 | 2000 |
| Počet obyvatel | 152  | 218  | 219  | 213  | 234  | 235  | 223  | 281  | 485  | 748  | 1043 |

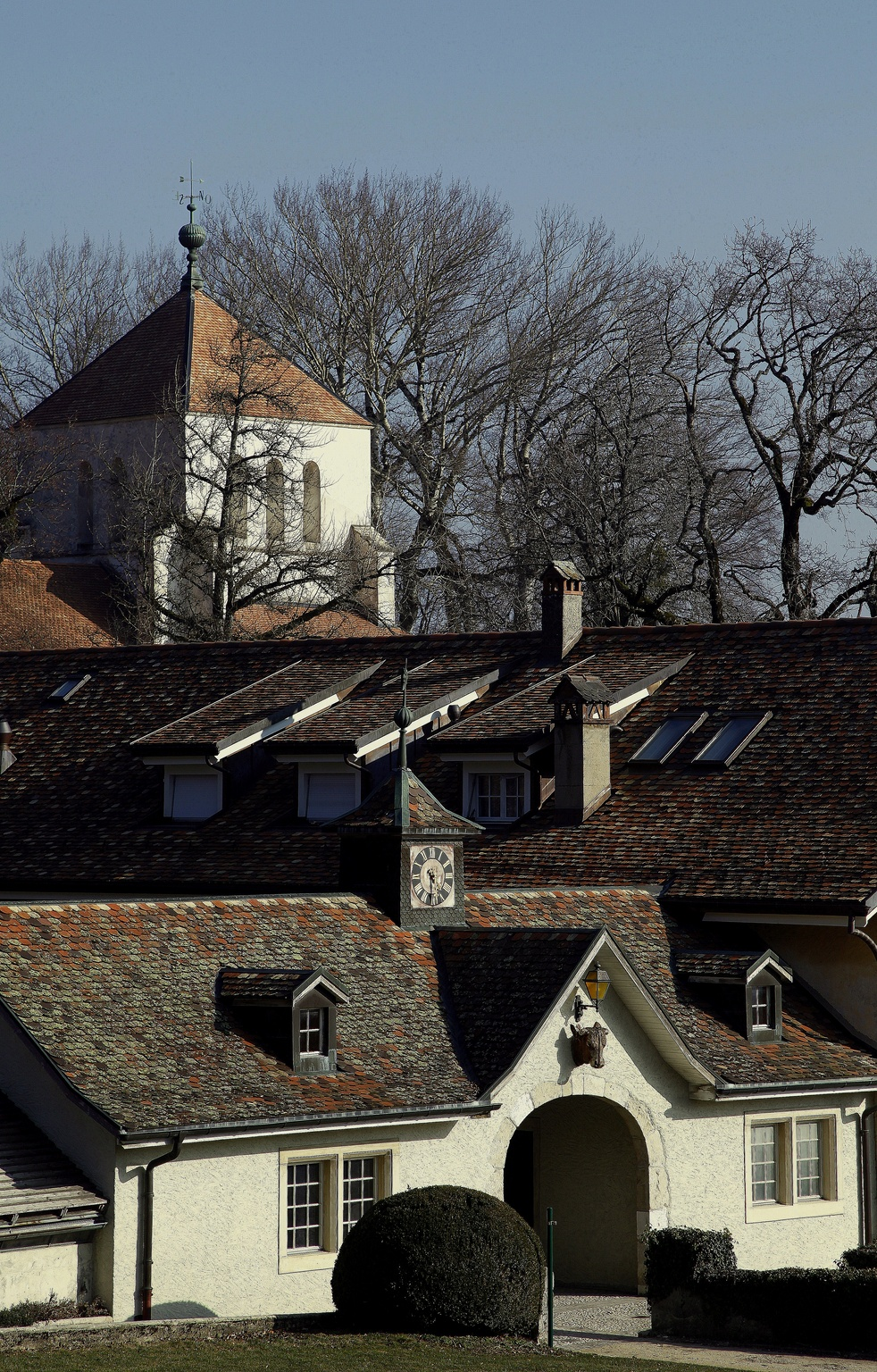
Bonmont

Z celkového počtu obyvatel je 79,4 % francouzsky mluvících, 8,0 % německy mluvících a 6,6 % anglicky mluvících (stav v roce 2000). V roce 1850 žilo v Chéserex celkem 218 obyvatel a v roce 1900 219 obyvatel. Po roce 1970 (281 obyvatel) začal počet obyvatel rychle růst a během 30 let se zčtyřnásobil.

## Hospodářství
Až do druhé poloviny 20. století byl Chéserex vesnicí, pro kterou bylo charakteristické především zemědělství. Díky úrodné půdě převládalo orné zemědělství, ve vyšších polohách pak chov dobytka, zejména dojnic. Význam má také lesnictví, a to díky velkému podílu lesů v obci. Další pracovní příležitosti jsou k dispozici v místních drobných podnicích a v sektoru služeb. V posledních desetiletích se Chéserex vyvinul v rezidenční obec. Mnoho pracujících dojíždí za prací především do Nyonu a Ženevy.

## Doprava
Přestože se obec nachází mimo hlavní dopravní tepny, má dobré dopravní spojení a je snadno dostupná z Nyonu. Dálniční křižovatka Nyon na dálnici A1 (Ženeva–Lausanne) je od obce vzdálena jen asi 3 km. Chéserex je napojen na síť veřejné dopravy prostřednictvím postbusové linky z Nyonu do Gingins.